# Rocío Rodriguez Prieto
Rocío Rodriguez Prieto es una socióloga y feminista española que fue Directora del Instituto de la Mujer durante un breve periodo de tiempo entre marzo de 2019 y enero de 2020.

## Biografía
Rodriguez Prieto es licenciada en Sociología por la Universidad Complutense de Madrid, habiendo asesorado a la Secretaría de Estado de Políticas de Igualdad desde julio de 2018 (cargo que dejó al asumir la dirección del Instituto de la Mujer).
Fue Consultora de género y políticas de igualdad desde 2002 hasta junio de 2018, trabajando para sindicatos, fundaciones empresas, tercer sector, etc., y con diferentes administraciones territoriales, fundamentalmente organismos de igualdad de oportunidades o áreas de la mujer.
Fue nombrada Directora del Instituto de la Mujer el 25 de marzo de 2019, sustituyendo a Silvia Buabent Vallejo.  
Estuvo en el cargo hasta el 30 de enero de 2020, siendo sustituida en el cargo por Beatriz Gimeno.
Ha colaborado en varias obras colectivas, en relación con cuestiones de género.